# Algérois
Algérois is een culturele regio in de Maghreb, gelegen in het noorden van centraal Algerije.

## Geografie
Het komt ongeveer overeen met de volgende wilaya's:
- Algiers
- Blida
- Médéa
- Boumerdès
- Tipaza
- Aïn Defla
- Chlef

De hoofdstad van de regio is de stad Algiers.